# Chytrá horákyně
Chytrá horákyně je pohádka od autorky Boženy Němcové. Poprvé vyšla v roce 1846 ve sbírce Národní báchorky a pověsti a řadí se mezi novelistické pohádky. Příběh vypráví o dívce, která se díky své moudrosti stane paní prokurátorovou.

## Děj
Příběh začíná hádkou dvou bratrů. Jeden z nich je bohatý, bezdětný a lakomý. Druhý bratr je chudý a má jedinou dceru Marii. Ta pracovala u svého strýce, který jí slíbil za pilnou práci jalovici. 
Marie pracovala pilně, ale když požádala o svou odměnu, strýc tvrdil, že nic takového neslíbil. Marie vše řekla svému otci a prosila ho, aby šel k panu prokurátorovi žalovat. Otec dal na svou dceru a šel za panem prokurátorem, kterému vše vylíčil. Prokurátor si zavolal oba bratry a každému z nich položil hádanku, která zněla: „Co je nejbystřejšího, co nejsladšího a co nejbohatšího?“ Ten, kdo hádanku uhodne dostane jalovici.
Oba bratři šli domů se poradit se svými blízkými. Marii se podařilo hádanku vyřešit a odpovědi řekla otci. Druhý den šli bratři k prokurátorovi. Strýc nenašel správné odpovědi, za to chalupář vše věděl a dostal slíbenou jalovici. Prokurátor byl překvapen a chtěl vědět, od koho má chalupář odpovědi na hádanku. Ten nechtěl Marii vyzradit, ale po dlouhé době přiznal, že hádanku vyluštila jeho dcera. Prokurátor řekl: „Dobře tedy, když je tvá dcera tak chytrá, ať přijde zejtra ke mně, ale ať to není ani ve dne ani v noci, ani ustrojená ani nahá, ani pěšky ani na voze.“ Ve dvě hodiny v noci Manka vstala, vzala režný, velmi řídký žok, oblékla ho na sebe, na jednu nohu si oblékla punčochu, na druhou bosou nohu nazula střevíc. Když se blížila třetí hodina, Marie sedla na kozu a vyjela do města napolo pěšky, napolo oblečená. 
Marie veškeré úkoly splnila a prokurátor se jí zeptal, jestli si ho vezme za muže a ona souhlasila. Musela však slíbit, že se nebude plést do prokurátorových věcí. Jednoho dne však přišli za prokurátorem dva sedláci, kteří se hádali o hříbě. Prokurátor přidělil hříbě sedlákovi, který má pouze hřebce. Marii se zželelo druhého sedláka, a proto mu poradila, co má udělat. Druhý den sedlák vyšel na vrch a chytal ryby. Když kolem projel prokurátor, divil se, co sedlák dělá. Sedlák odpověděl: „Když mohou míti hřebci hříbata, mohou také na vrchu ryby růst.“ Prokurátor mu hříbě dal, ale sedlák mu musel prozradit, kdo mu to poradil. Prokurátor se vrátil za Marií a řekl jí: „Nyní se navrať, odkud jsi přišla; abys však neřekla, že jsem i s tebou nespravedlivě naložil, dovolím ti odtud vzíti; co tobě nejmilejšího.“ Oba stihli společnou večeři a Marie úmyslně prokurátora opila.  Když usnul, odnesla ho k sobě do chatrče. Když se probudil, divil se, co se to děje. Ona odvětila: „Což jsi mně nedovolil, abych si vzala s sebou, co mi je nejmilejšího, tys mi nejmilejší, tedy jsem si vzala tebe.“ Pan prokurátor ji odpustil. Od toho dne soudila ona a všude bylo dobře. 

## Přijetí díla a interpretace
Pohádky Boženy Němcové se těšily popularitě již za jejího života a patří k nejoblíbenějším i v dnešní době. Chytrá horákyně je dodnes mezi českou populací čtená. Motivy této pohádky využívali později i jiní autoři ve svých pohádkách. Podobný typ příběhu lze najít rovněž v pohádce Chytrá chalupnická dcerka (1815) od bratří Grimmů.
Karel Vladislav Zap se v časopise Pautník vyjádřil k pohádkám Boženy Němcové včetně díla Chytrá horákyně, vyjádřil podporu k autorce a vyzval k přečtení jejích pohádek, na nichž si cenil skutečnost, že je Němcová vyprávěla v podobě, „jak je z úst lidu přijala“.
Literární talent Boženy Němcové, který se promítl do jejích pohádek, vyzdvihl Zdeněk Zapletal v časopise Komenský, když recenzoval výbor Chytrá horákyně, jehož je zmiňovaná pohádka součástí: „Tyto pohádky jsou ve svém celku víc než vyprávěčským aktem, víc než radostí z povídání. Božena Němcová v nich využila svých bohatých zkušeností k tomu, aby báchorku spjala se skutečností.“ Božena Němcová využívala ve svých pohádkách zdánlivě nepohádkové formule. Z tohoto důvodu lze tuto pohádku vnímat jako novelistickou črtu. V novelistických pohádkách se dějí události, které mají blíže ke skutečnému životu. V tomto příběhu nepomáhají k vítězství kouzla, ale chytrost lidí. V pohádce je kladen důraz na prosté chytré lidi, kteří dokáží nalézt východisko z každé situace.

## Postavy
Hlavními postavami jsou zde Manka a její manžel prokurátor. Manka je chytrá a krásná. Prokurátor se snaží být spravedlivý. Většina postav zde není blíže charakterizovaná. Všechny postavy mají určitý typový znak s jasně daným charakterem. Horákyně je chytrá, její otec chudý a moc milý, její strýc bohatý a lakomý.
Vedlejší postavy, které se v díle objevují jsou otec Manky, sedláci, strýc a jeho žena.

## Slovní spojení
Chytrá horákyně označuje v pohádce Boženy Němcové chytrou dívku. V běžné mluvě se nicméně od doby prvního vydání pohádky význam spojení poněkud posunul. Spojení často označuje spíše člověka mazaného, hrajícího na obě strany a slouží k uražení a zesměšnění druhé osoby.

## Adaptace
- Chytrá horákyně (opera Miloše Sedmidubského, 1985)
- Chytrá horákyně (film režiséra Wolfganga Eisslera, 2009)
- Královna Koloběžka první (pohádka Jana Wericha, 1960)
- Koloběžka první (pohádka Ludvíka Ráži, 1984)